# Tachina nigrolineata
Tachina nigrolineata är en tvåvingeart som beskrevs av Stephens 1829. Tachina nigrolineata ingår i släktet Tachina och familjen parasitflugor. Inga underarter finns listade i Catalogue of Life.